# Gråryggig trast
Gråryggig trast (Turdus hortulorum) är en östasiatisk fågel i familjen trastar inom ordningen tättingar.

## Kännetecken

### Utseende
Gråryggig trast är en 20-23 cm lång fågel. Hanen är ljust blågrå på huvud, bröst och ovansidan, rostorange på flankerna och vitaktig under. Honan har roströda flanker som hanen men är brun ovan och är streckad på bröstet. Den liknar hona svartbröstad trast men har brun istället för gul näbb, blekare och mer olivbrun ovan och strecken på bröstet är tunnare.

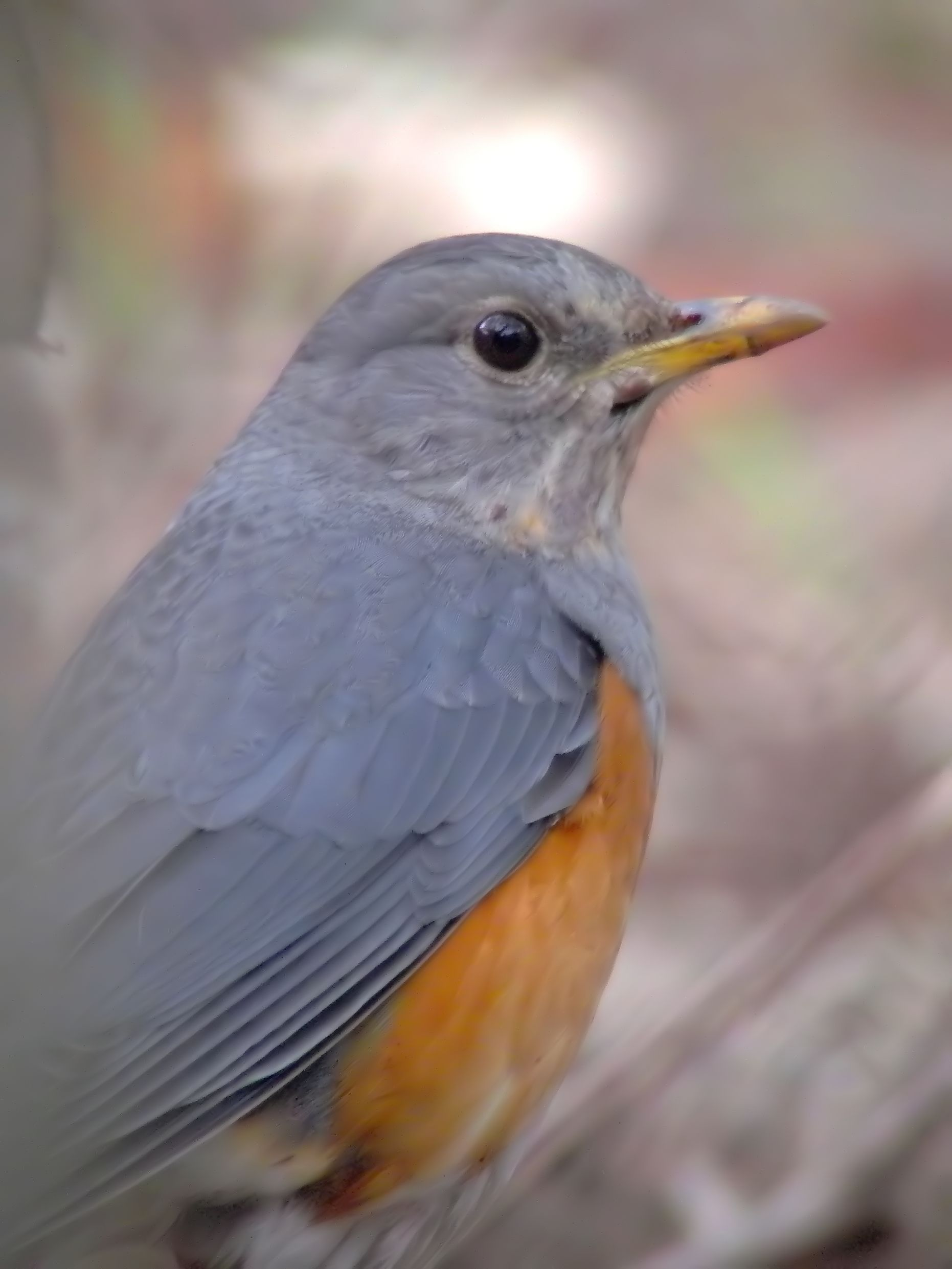
Hane.

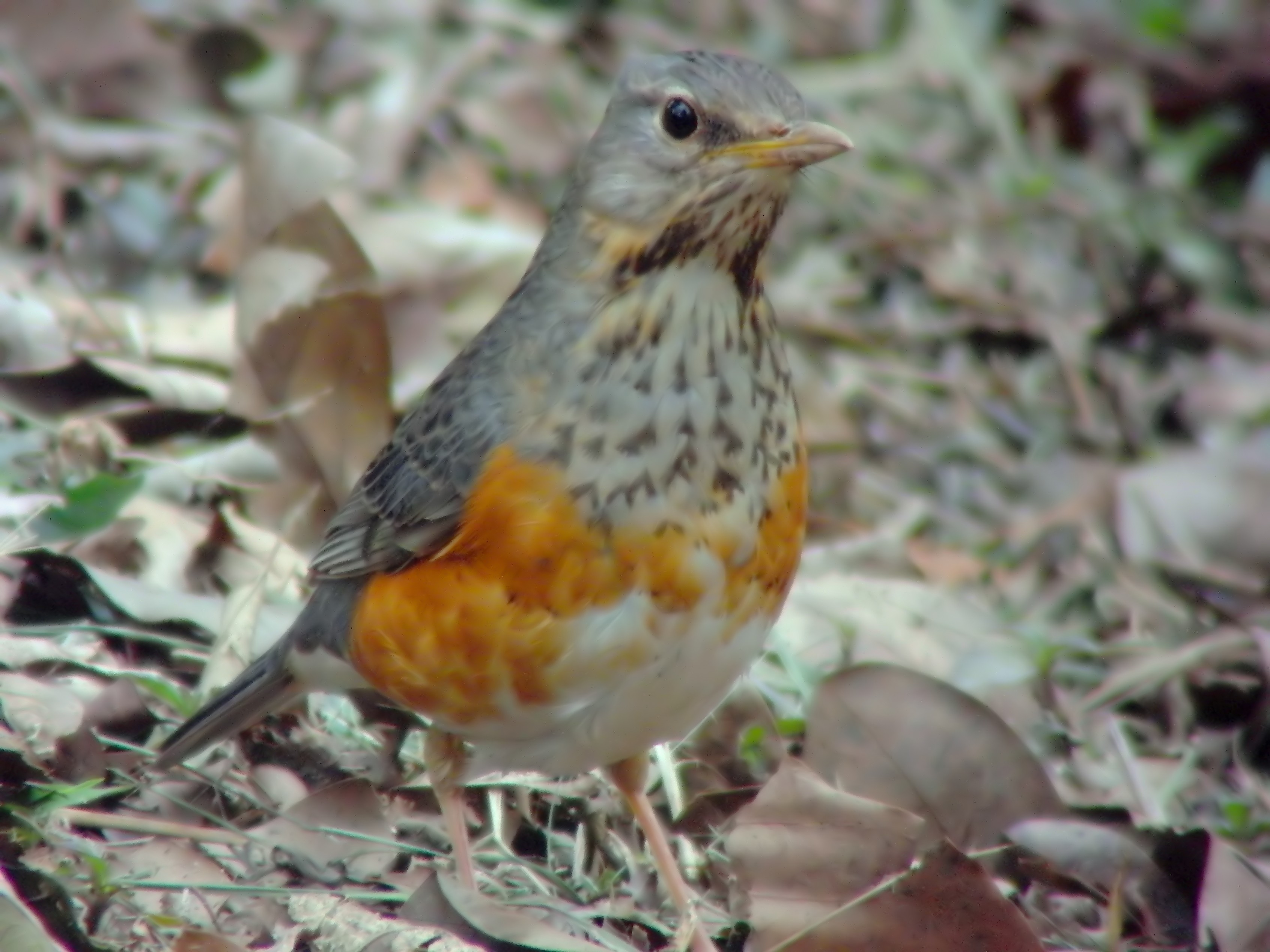
Hona.

### Läten
Sången beskrivs som en högljudd, ren och omväxlande serie av flöjtande fraser. Bland lätena hörs ett hård "chack-chack" och ett gällt visslande "tsee".

## Utbredning
Gråryggig trast häckar i östra Sibirien, Manchuriet och Nordkorea. Vintertid flyttar den till sydöstra Kina (sydöstra Yunnan till Anhui och Zhejiang) samt norra Vietnam i östra Tonkin och norra Annam. Tillfälligt har den påträffats i Japan och Taiwan.

## Systematik
Tidigare kategoriserades gråryggig trast som underart till svartbröstad trast (Turdus dissimilis) men urskiljs numera allmänt som egen art. Den är nära släkt med svartbröstad trast, men allra närmast svartvit trast (T. cardis) och även nära gråtrast (T. unicolor). Den behandlas som monotypisk, det vill säga att den inte delas in i några underarter.

## Levnadssätt
Gråryggig trast förekommer i tät städsegrön skog eller mer öppen lövskog. Den födosöker vanligen på marken efter insekter, sniglar och frukt. Fågeln häckar mellan maj och mitten av augusti och lägger två kullar. Boet är en skål av gräs och lera som placeras lågt i en trädklyka i ett litet träd. Arten är en flyttfågel som lämnar häckningsområdet i september.

## Status och hot
Artens populationstrend är okänd, men utbredningsområdet är relativt stort. Internationella naturvårdsunionen IUCN anser inte att den är hotad och placerar den därför i kategorin livskraftig. Världspopulationen har inte uppskattats men den beskrivs som vanlig i Ryssland och Kina, sällsynt i Nordkorea och lokalt förekommande i Sydkorea, efter häckningssäsongen mycket vanlig i Hongkong samt ovanlig till ganska vanlig i Vietnam.